# Fabero
Fabero (en lleonès, Fabeiro) és un municipi de la província de Lleó, a la comunitat autònoma de Castella i Lleó. Forma part de la comarca d'El Bierzo.

## Nuclis i pedanies
- Fabero
- Lillo del Bierzo
- Fontoria
- Otero de Naragüantes
- Bárcena de la Abadía
- San Pedro de Paradela

## Demografia
| 1991 | 1996 | 2001 | 2004 |
| ---- | ---- | ---- | ---- |
| 6445 | 6120 | 5669 | 5312 |